# Tadeusz Rejtan
Tadeusz Rejtan (Hruszówka, República de las Dos Naciones,  20 de agosto de 1742 - Íbid., 8 de agosto de 1780) fue un noble polaco de origen bielorruso, miembro del Sejm. Rejtan es recordado por su dramático gesto como diputado durante la Primera Partición de Polonia, inmortalizado por el pintor Jan Matejko en su obra Rejtan. Tadeusz Rejtan es considerado uno de los símbolos del patriotismo polaco, al tratar de impedir la partición de Polonia entre Prusia, Austria-Hungría y Rusia.

## Biografía
Tadeusz Rejtan nació el 20 de agosto de 1742 en Hruszówka, República de las Dos Naciones (en la actualidad Bielorrusia); hijo Dominik Rejtan de Nowogródek y Teresa Wołodkowicz. La familia está fuertemente vinculada con la casa de los Radziwiłł, y Tadeusz prometió su lealtad a ellos.
Es posible que Rejtan asistiera al Collegium Nobilium de Varsovia. Posteriormente, sirvió en la caballería polaca, en la Chorągiew del Gran Ducado de Lituania. Algunos historiadores barajan la posibilidad de que Rejtan participara en la Confederación de Bar entre 1768 y 1772, aunque no están seguros acerca de la validez de esa afirmación.
En 1773, a raíz de la Guerra de la Confederación de bar, se celebró en Varsovia una reunión del Sejm por parte de sus tres vecinos (Imperio ruso, Prusia y Austria-Hungría) con el fin legalizar la primera partición de Polonia. Rejtan fue uno de los diputados que trataron de impedir la legalización de la primera división de Polonia, a pesar de las amenazas de los embajadores extranjeros, entre ellos el ruso Otto von Stackelberg, que amenazó con destruir Varsovia por parte de los rusos. También hubo otras amenazas, tales como ejecuciones, amortizaciones y aumentos del territorio dividido.
Rejtan se convirtió en diputado del Sejm, más concretamente de la circunscripción de Nowogródek, y el sejmik locales le dio instrucciones muy explícitas sobre como defender la unión del Reino de Polonia y el Gran Ducado de Lituania. El 19 de abril, Rejtan trabajó junto Stanisław Bohuszewicz y Samuel Korsak, los cuales protestaron enérgicamente contra la propuesta de Adam Poniński de formar una Sejm confederado pues, según había demostrado Rejtan, Adam Poniński solo quería unificar el Sejm para convertirse en el mariscal y convertirse en el jefe de Estado de la nación. Al día siguiente, el 20 de abril, Poniński regresó al Sejm con una escolta de soldados rusos y prusianos.

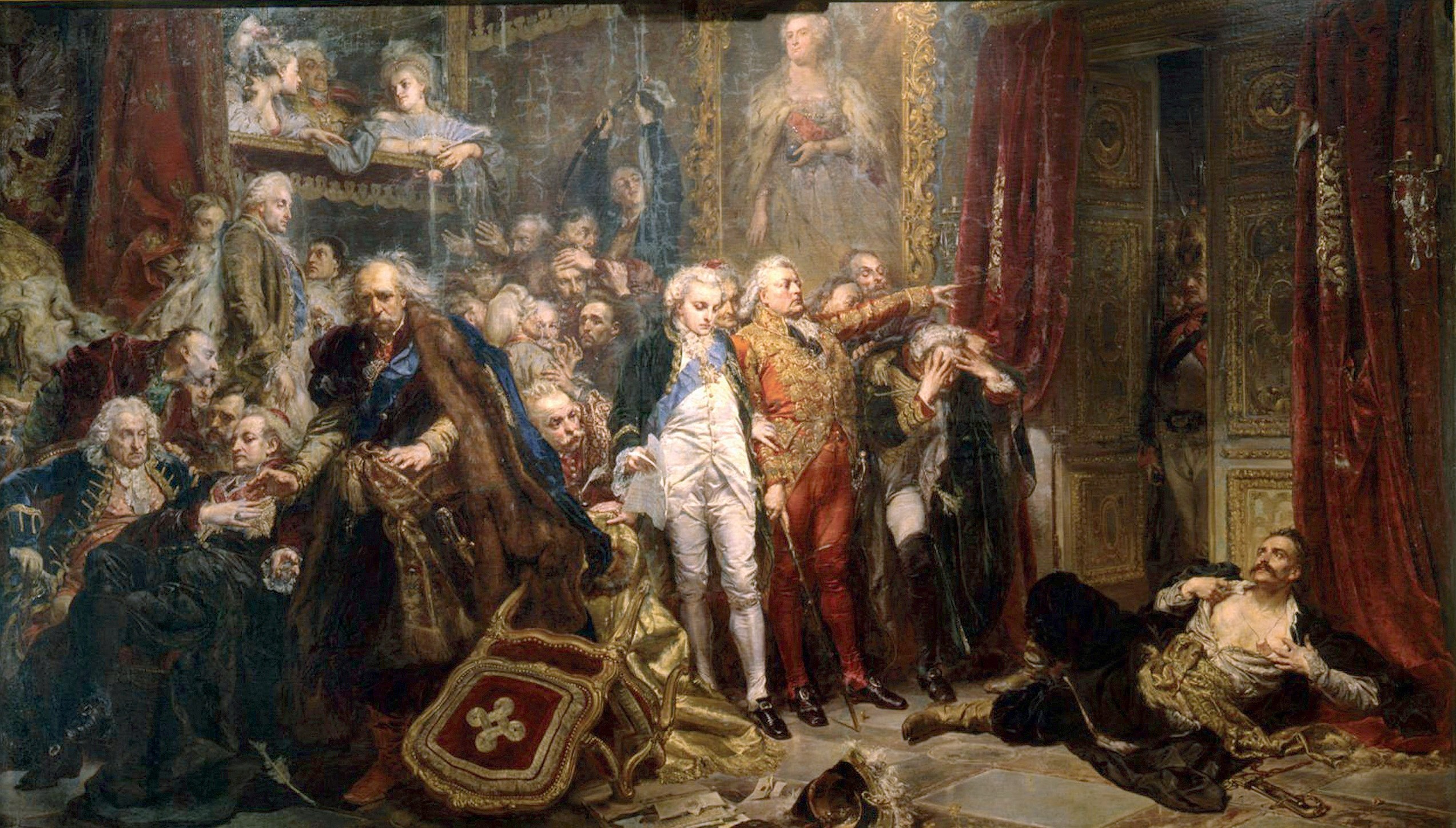
Rejtan, de Jan Matejko (1866). Tadeusz Rejtan se encuentra en el suelo, con el pecho al descubierto. El hombre que señala hacia la puerta es Adam Poniński.

Al día siguiente, el tribunal lo condenó a prisión y le confiscaron todos sus bienes. Finalmente el 21 de abril, la mayoría de los diputados habían firmado el acto de la confederación, que fue aceptada por el rey. Para terminar nombrando a Poniński mariscal del Sejm, algunos diputados entraron en el despacho, dispuestos a aprobar la moción. En ese preciso instante entra Rejtan que, en un gesto dramático para tratar de detener los planes de Poniński, se abre la camisa y se tumba en el suelo contra la puerta, impidiendo salir a los presentes en la sala.
El plan no sirvió para nada, dejando a Rejtan solo en la sala. La ciudad terminaría siendo tomada por los prusianos, aunque Rejtan permanecería en Varsovia durante los próximos años, pero su influencia disminuyó. Publicó un manifiesto en diciembre de 1773, criticando el actual Sejm confederado, pero recibió poca publicidad. Después de la partición de Polonia, Rejtan se retiró de la vida política. Nunca llegó a casarse y pasó el resto de sus días en Hruszówka, donde murió el 8 de agosto de 1780. Su salud mental se había deteriorado: según algunos debido a la angustia por la pérdida de parte de su tierra natal, aunque otros aseguran que había perdido la cordura a mediados de 1774.
Se dice que fue sacado a la fuerza de Varsovia por sus propios hermanos el 19 de marzo de 1775, y encerrado en la mansión de la familia en Hruszówka. Con el tiempo se suicidó, cortándose a sí mismo con un trozo de vidrio (algunos escritos indican que se lo tragó, para evitar ser tomado por soldados rusos imaginarios que él pensó que venían a por él).